# Ilieși, Mureș
Ilieși este o localitate componentă a orașului Sovata din județul Mureș, Transilvania, România.

## Vezi și
- Biserica de lemn din Ilieși

## Imagini

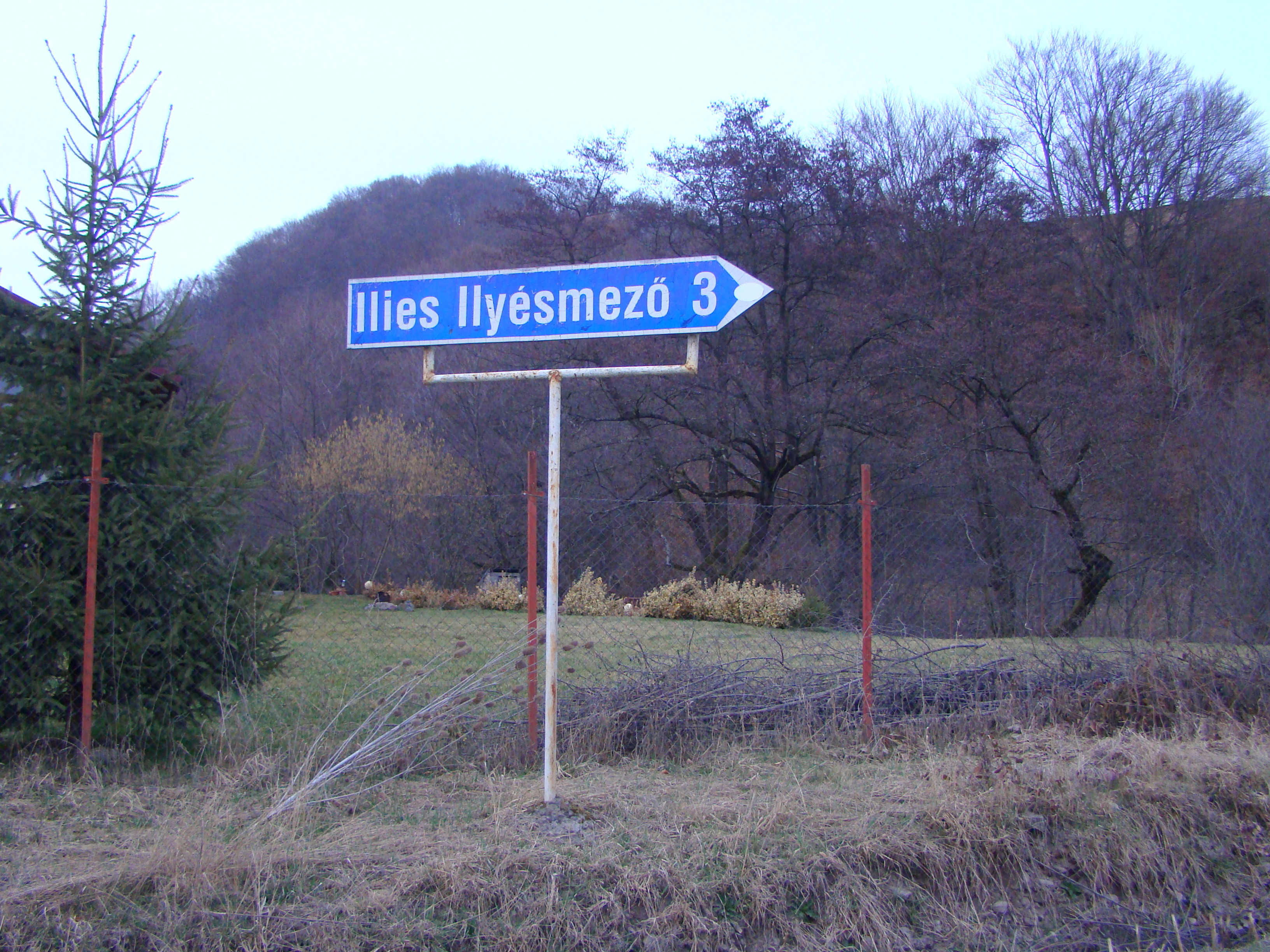
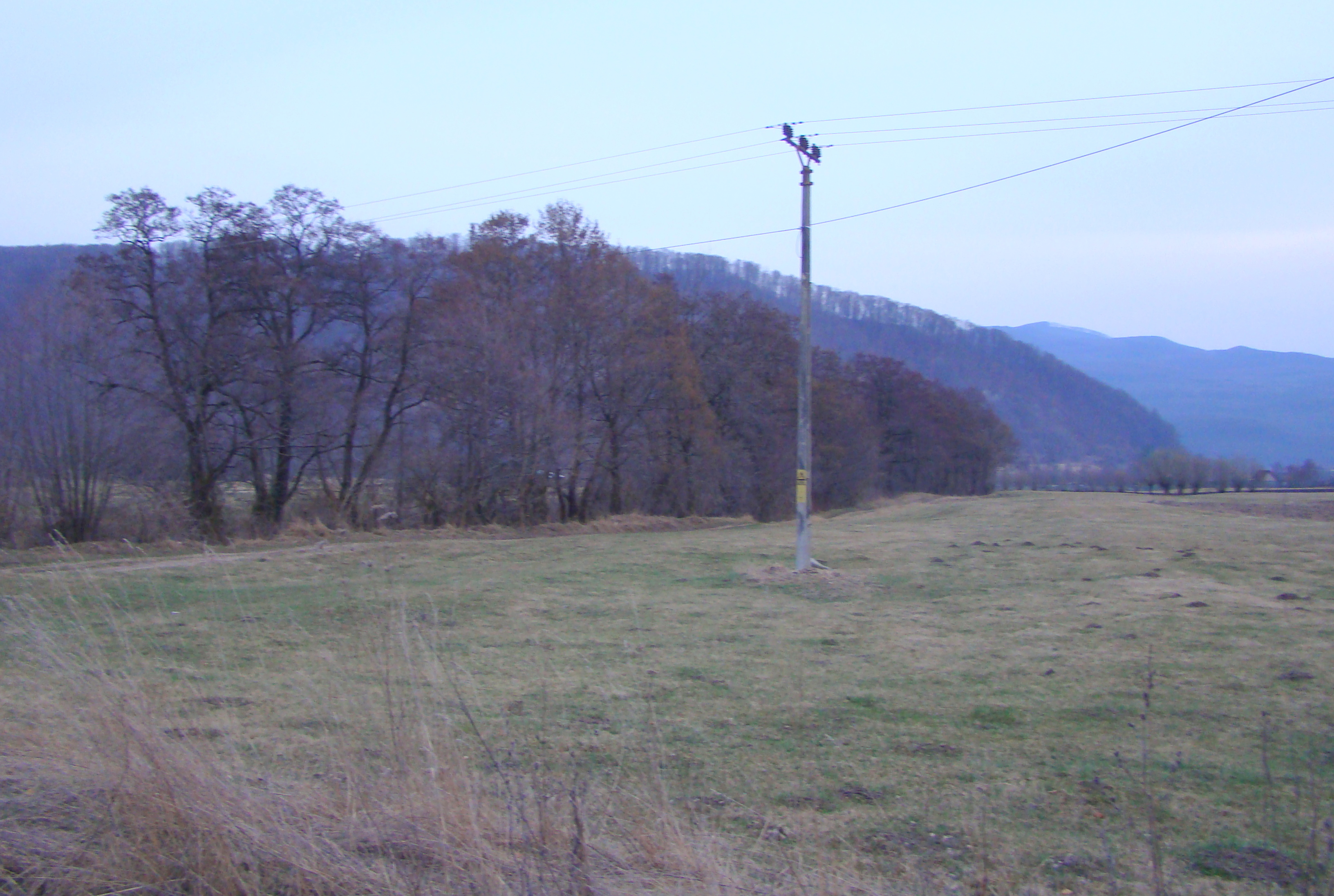
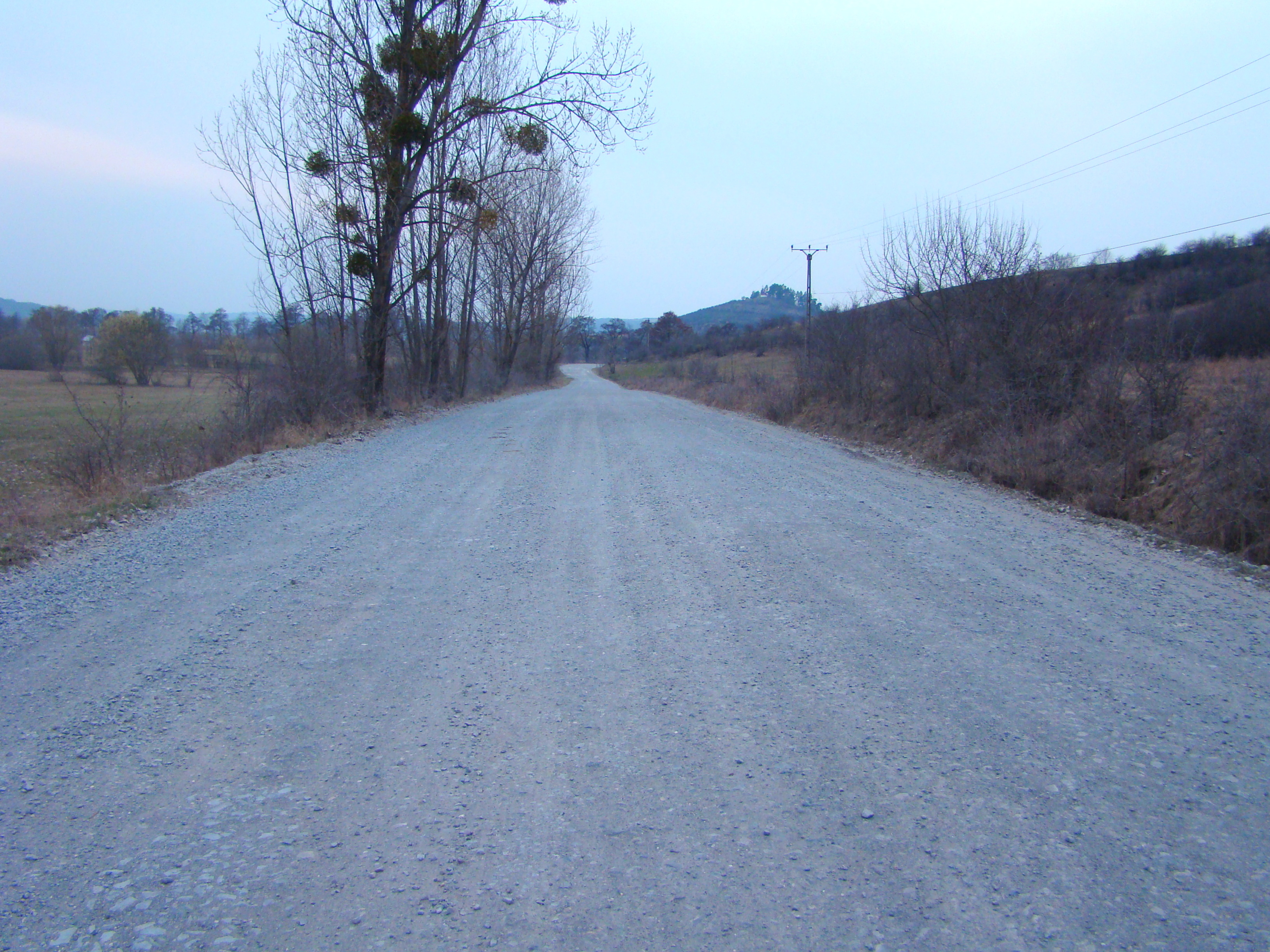
Drumul Sovata-Ilieși
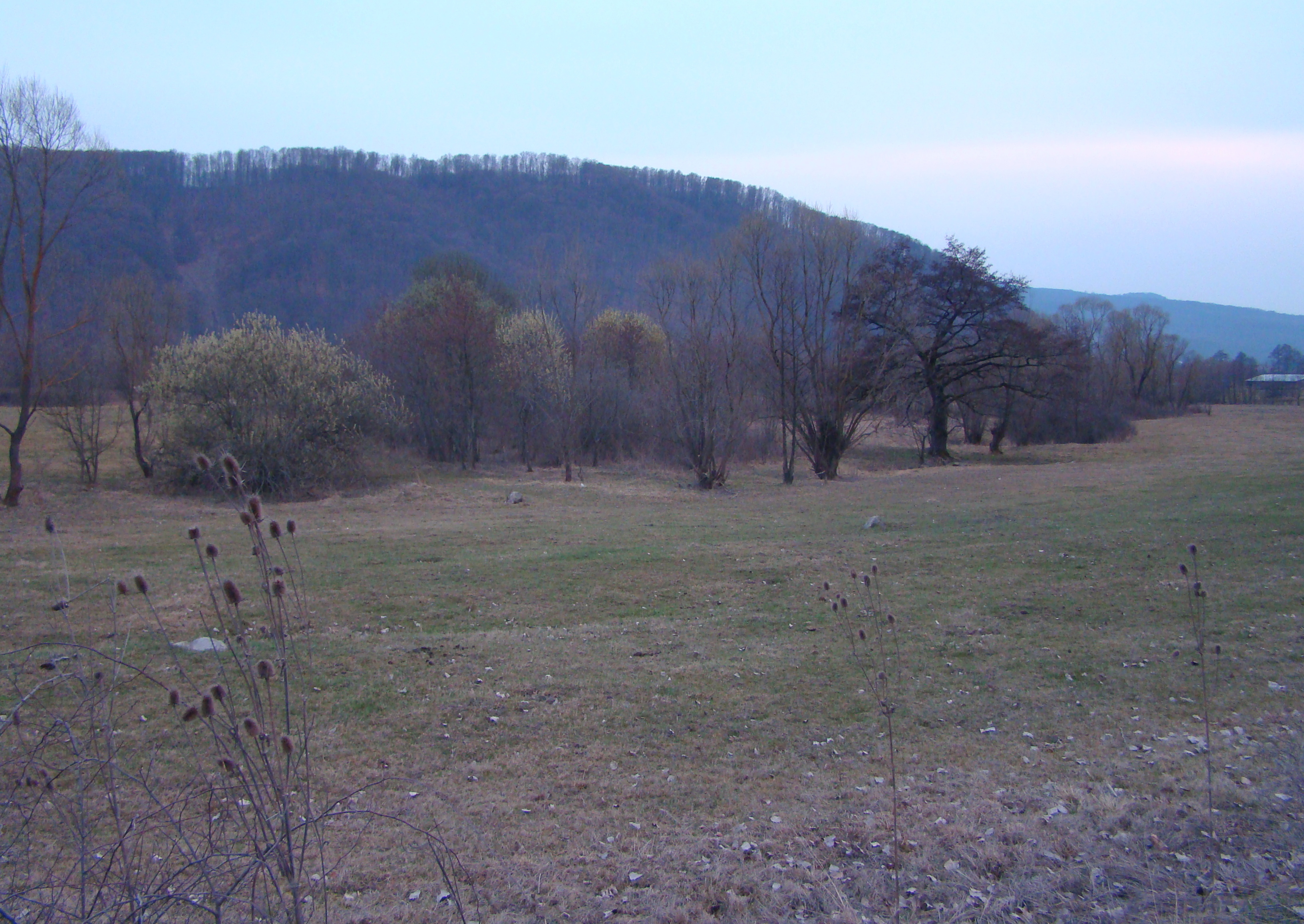
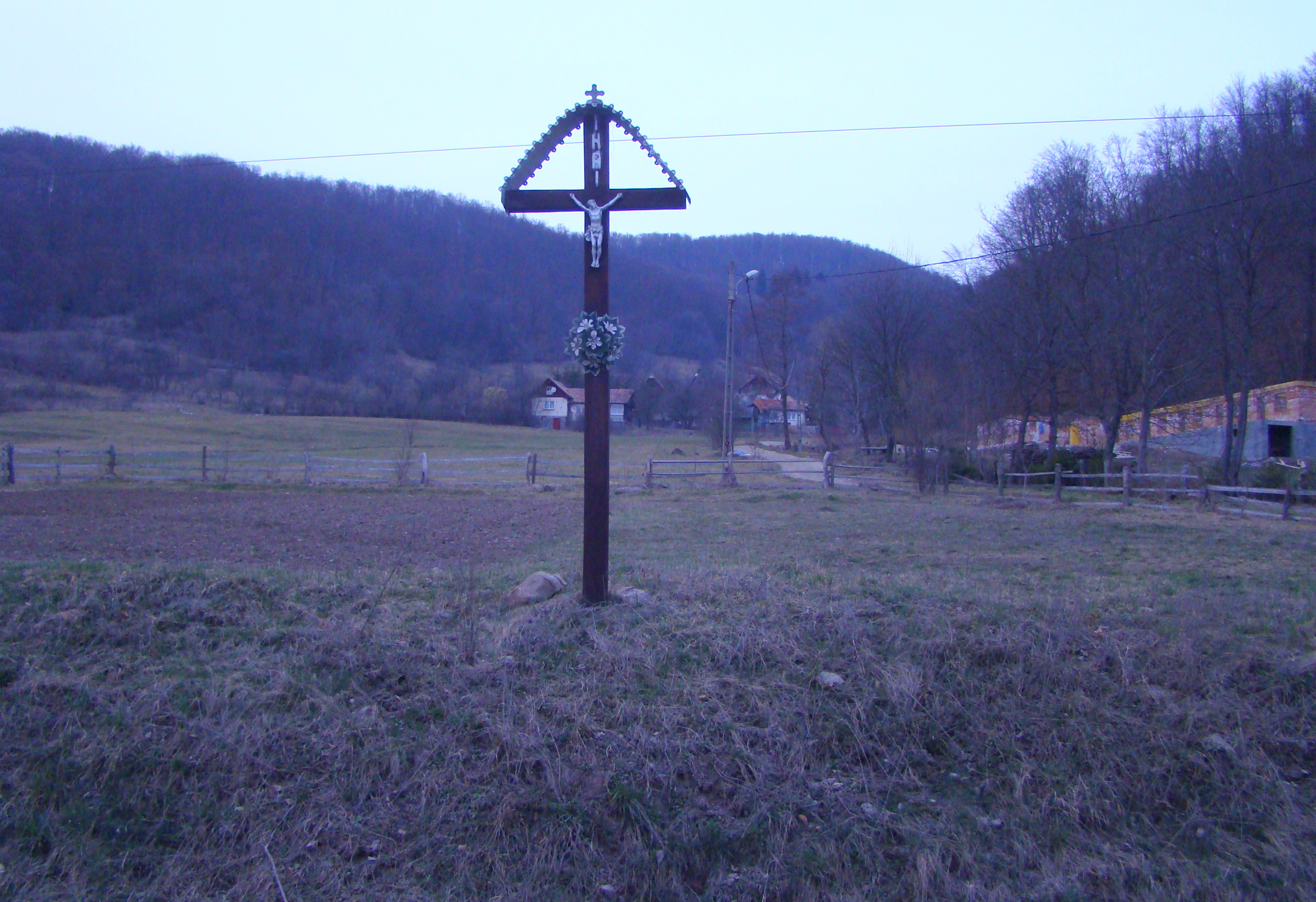
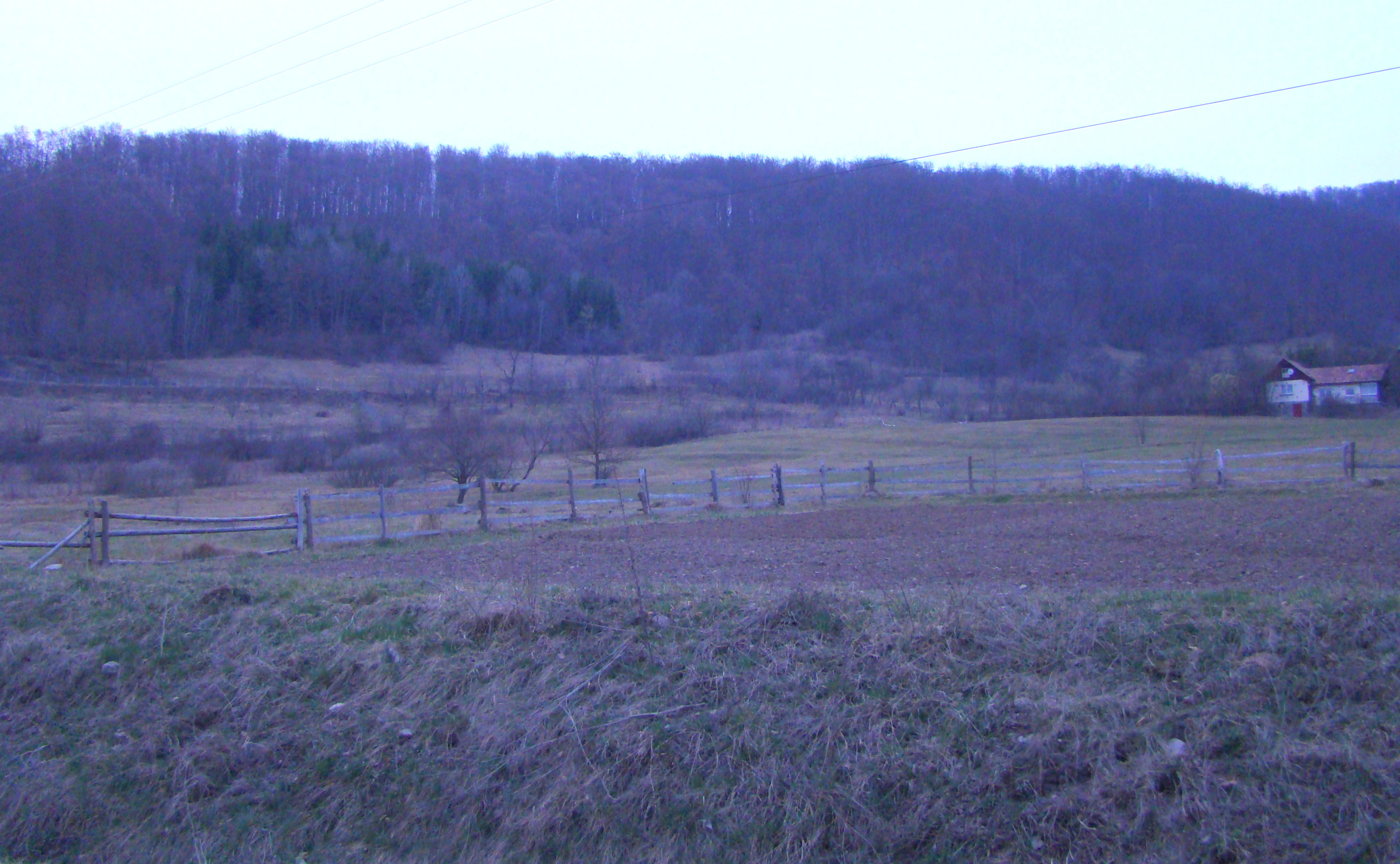
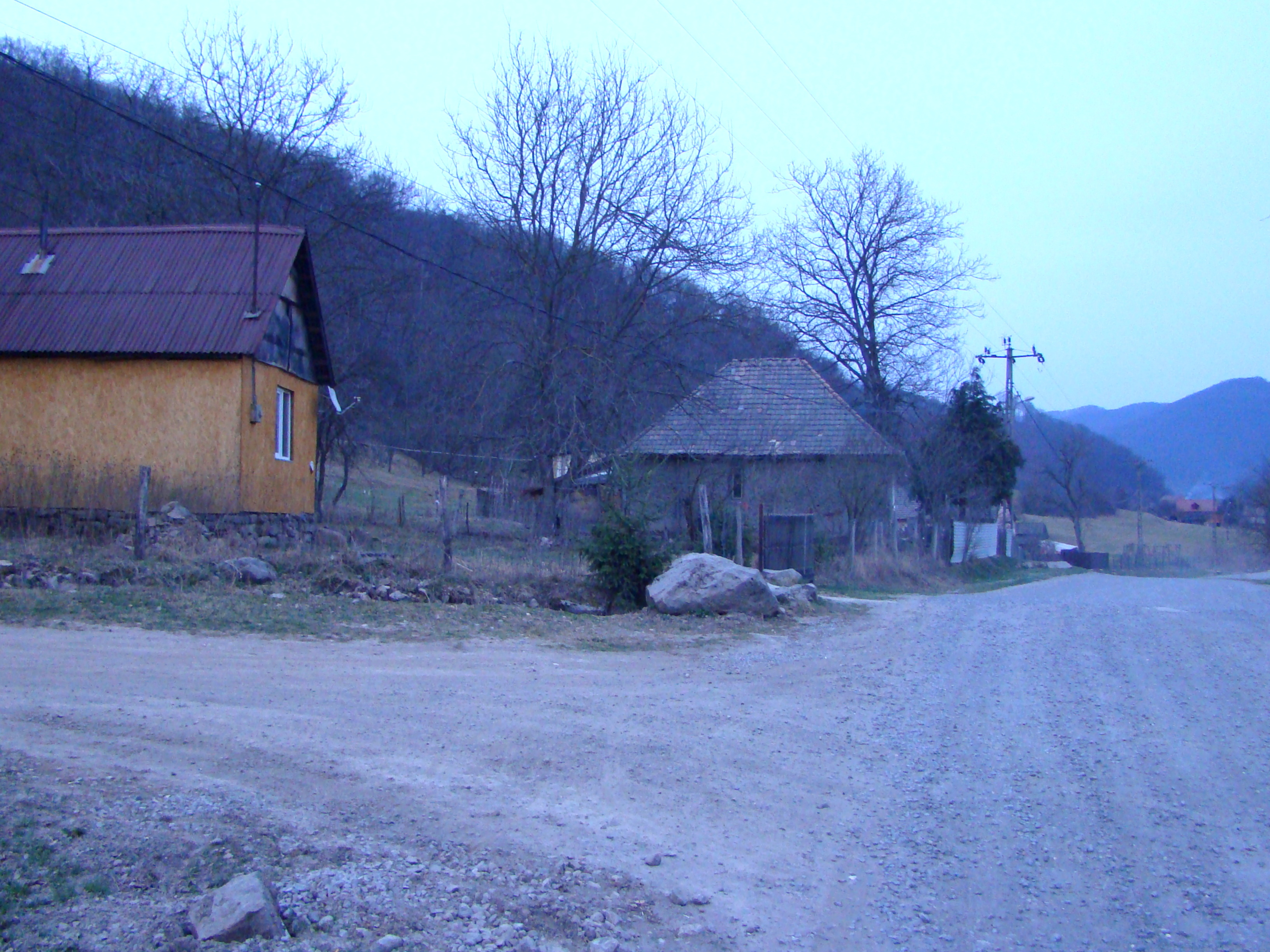
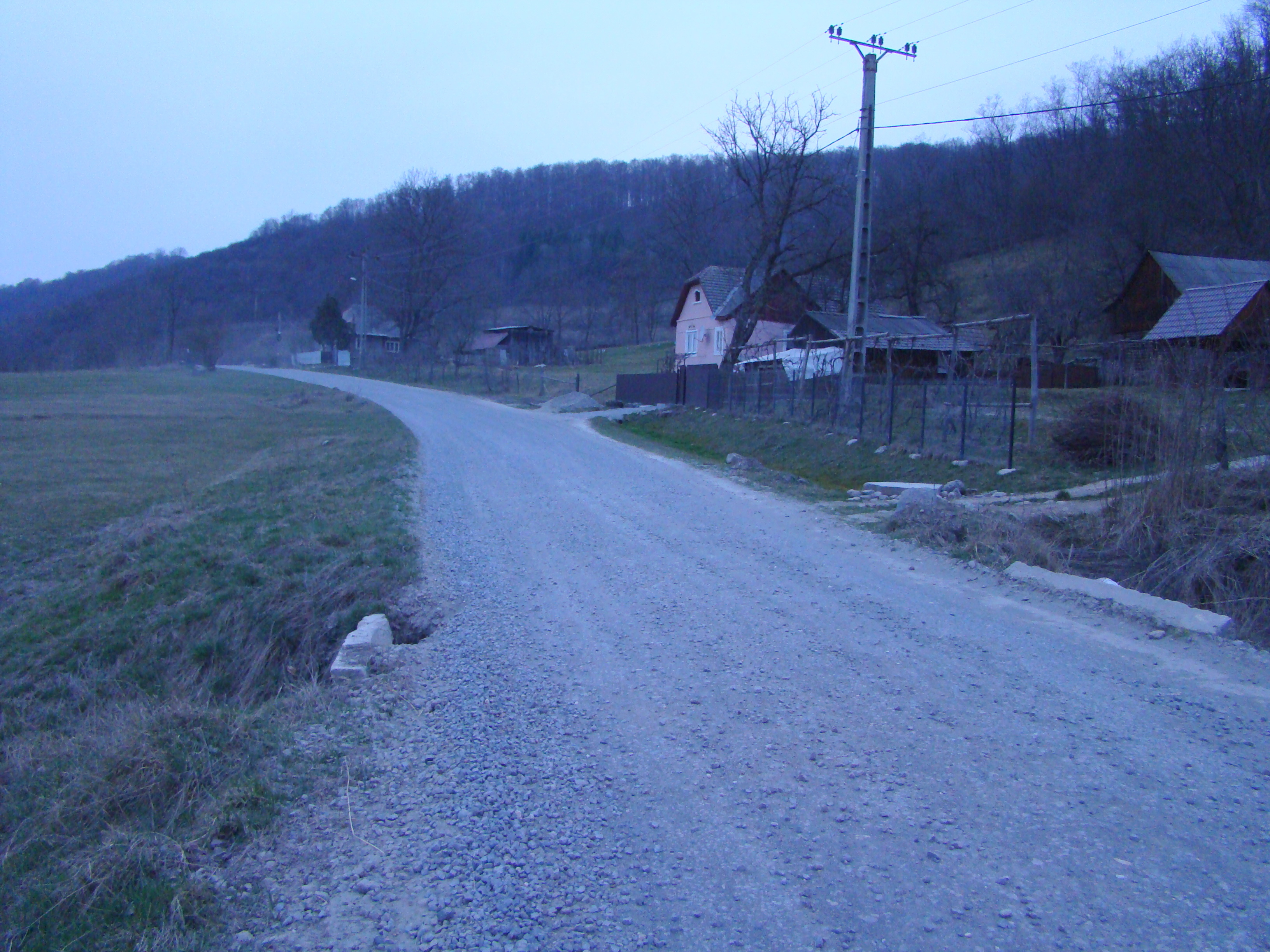
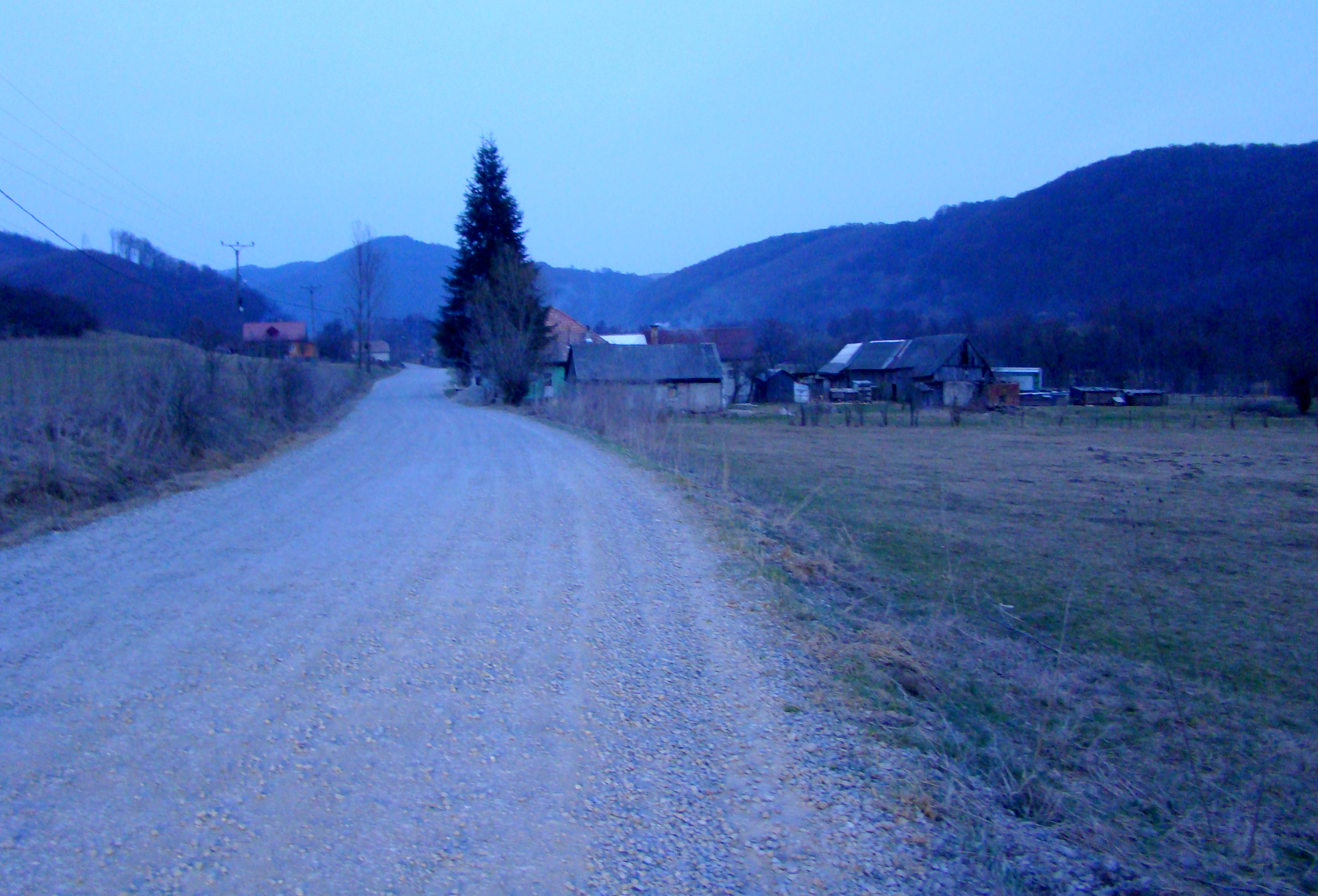
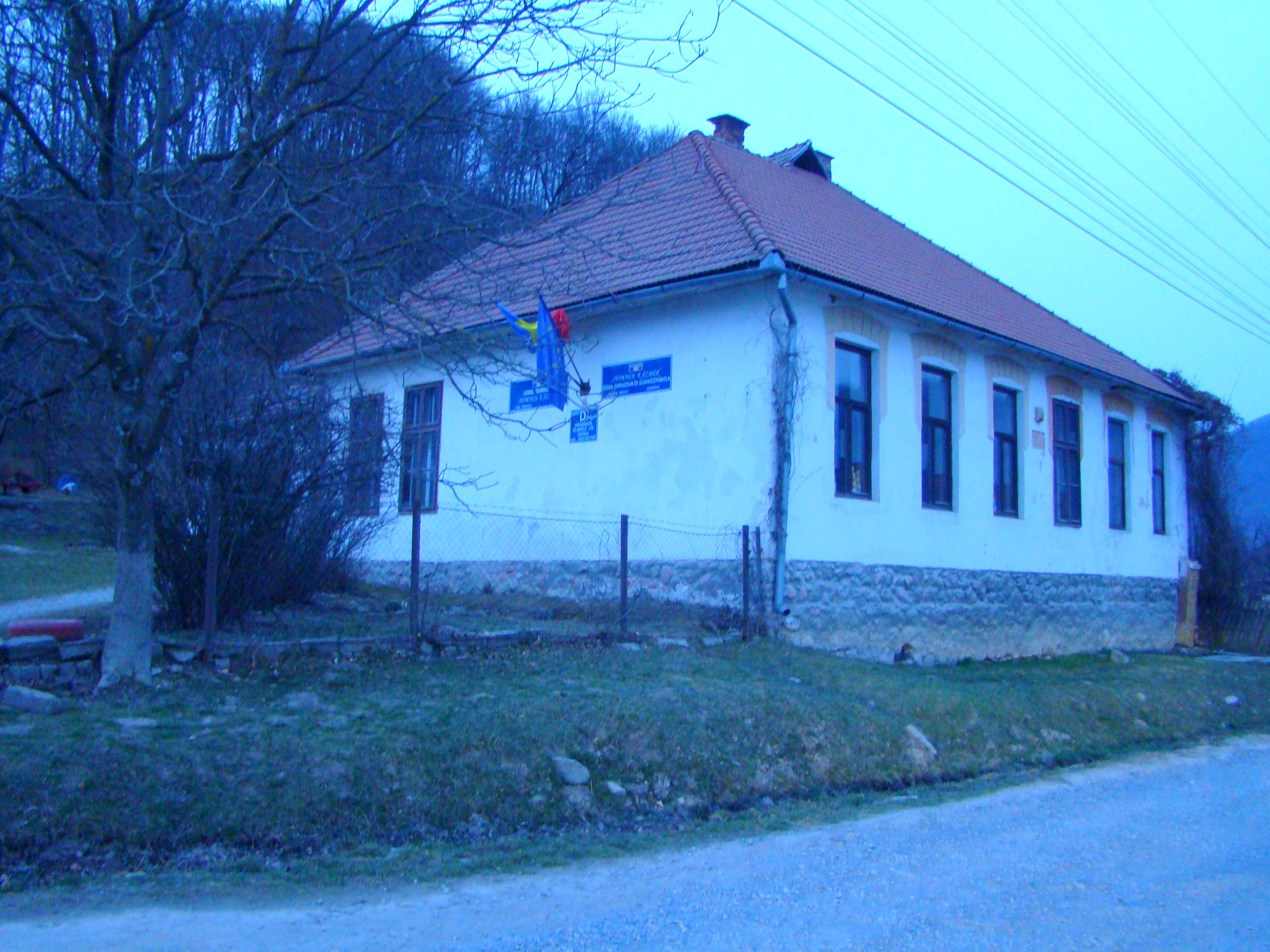
Școala
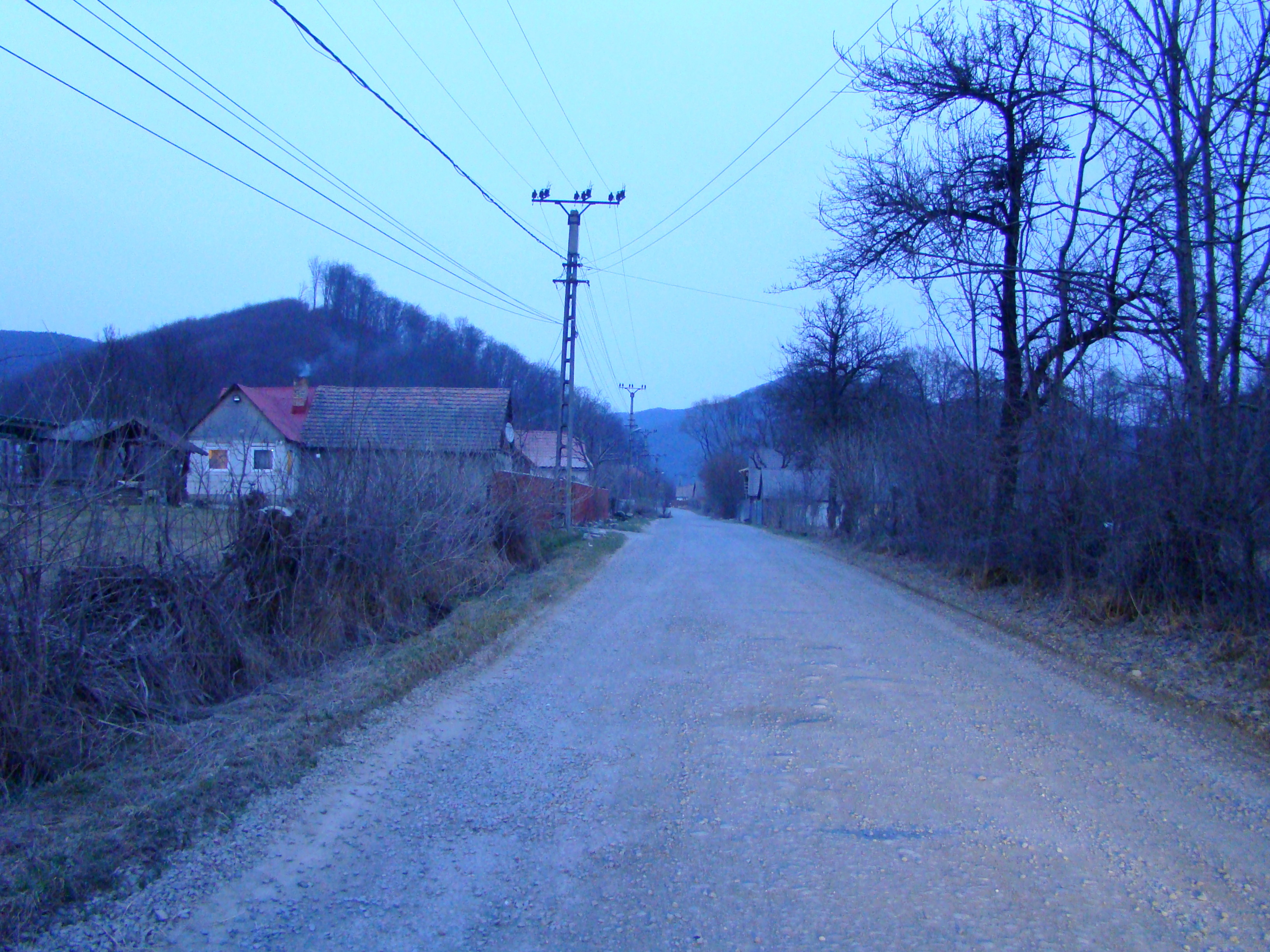
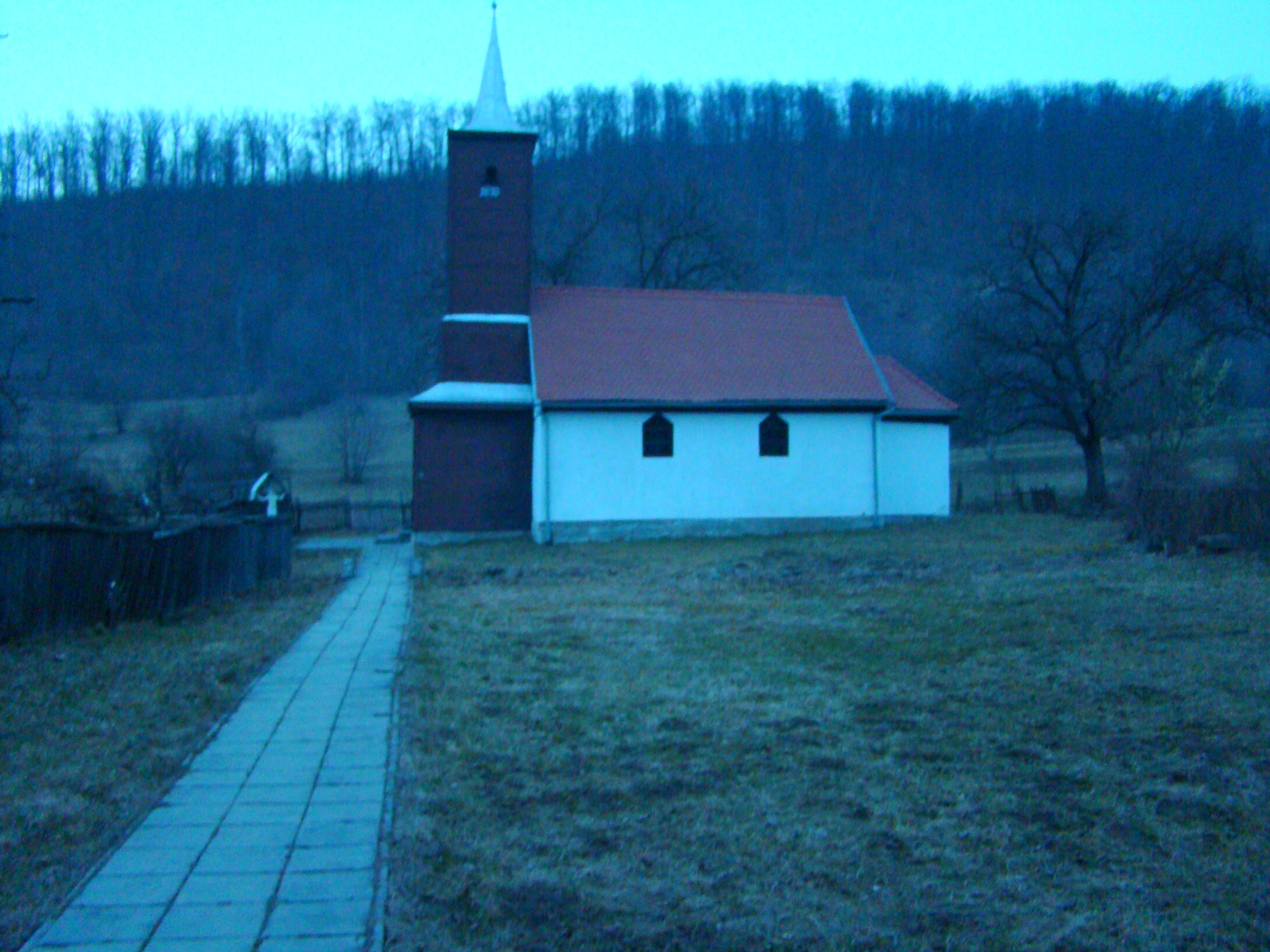
Biserica de lemn din Ilieși
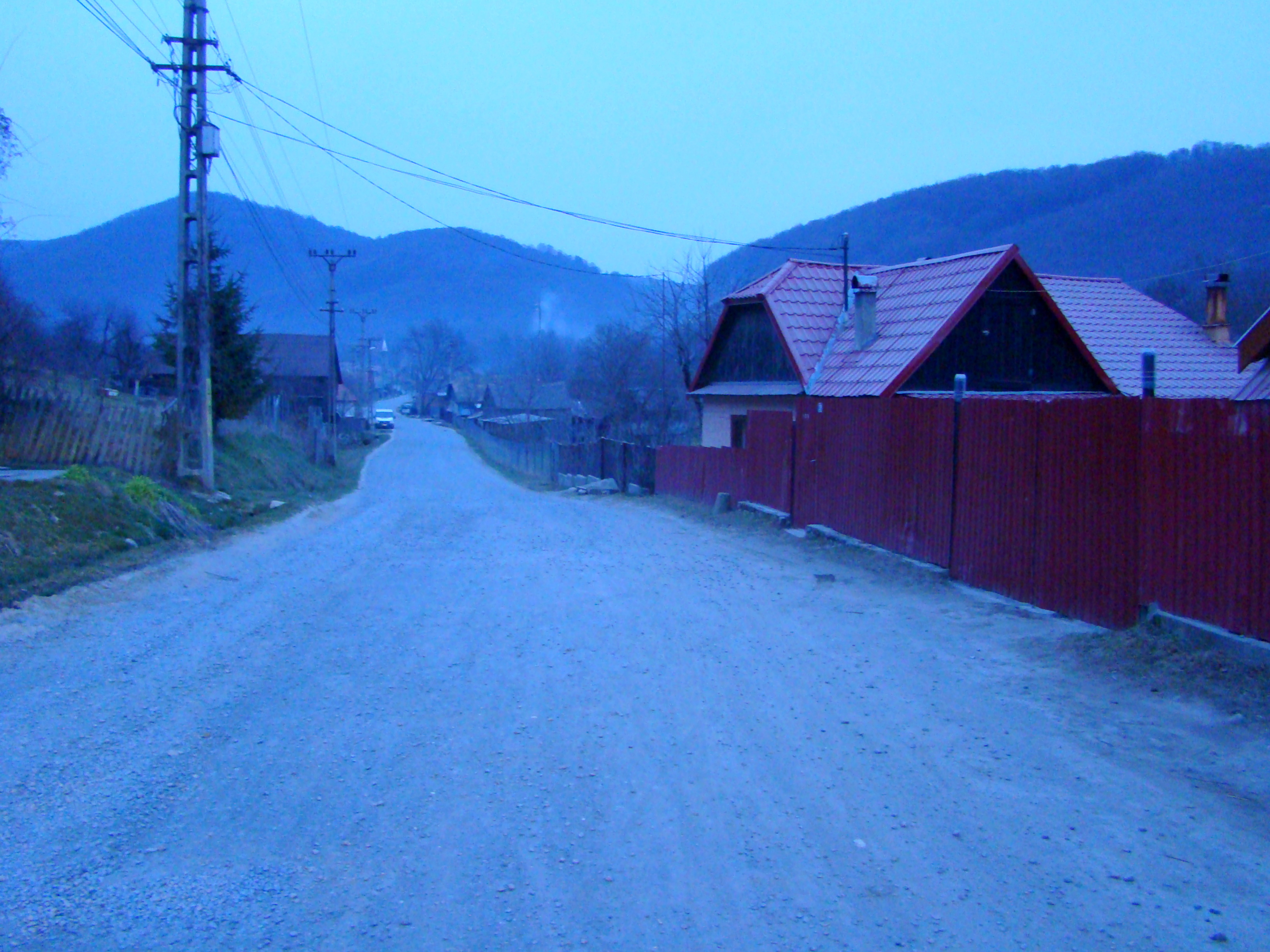
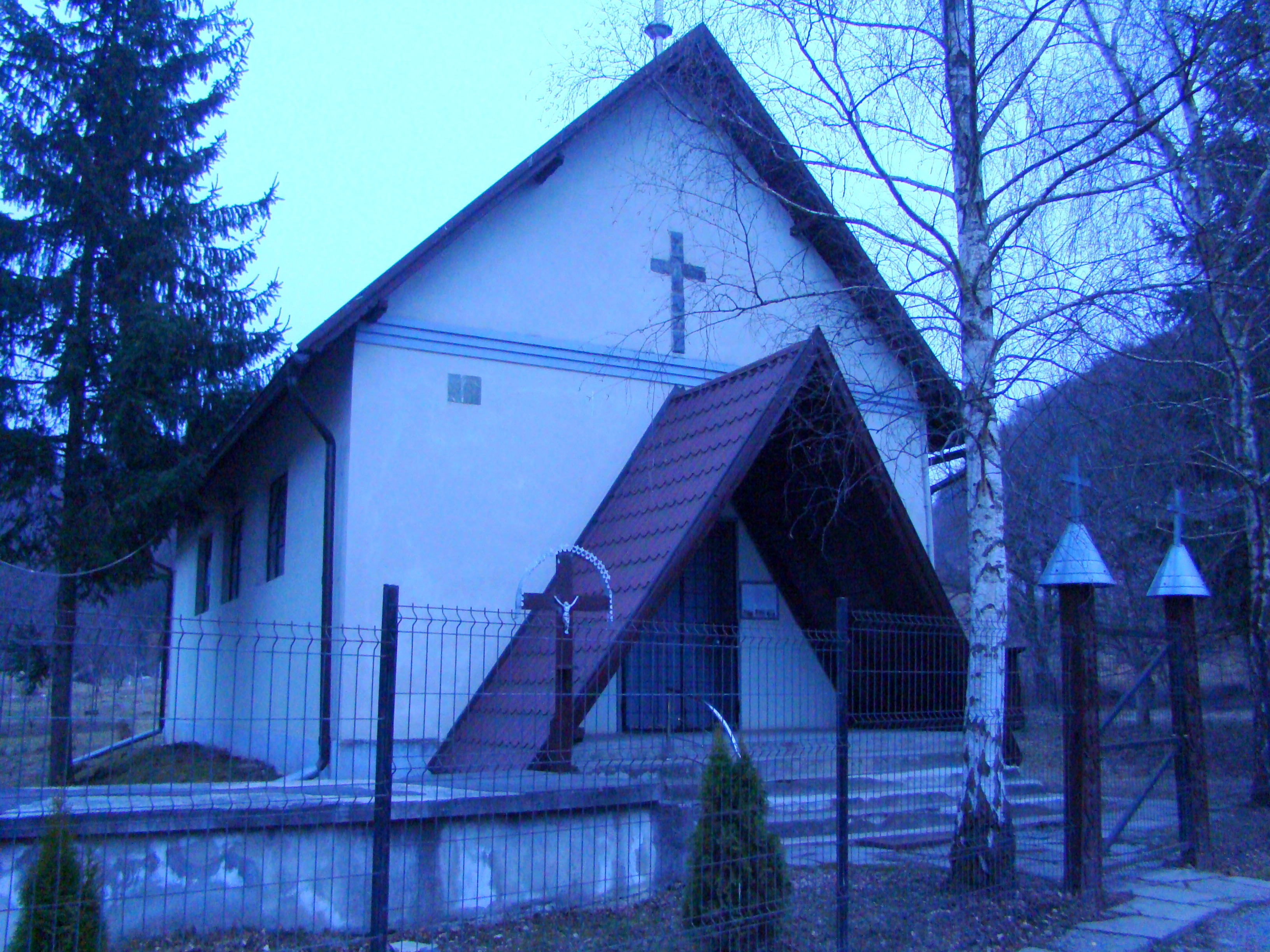
Capela catolică
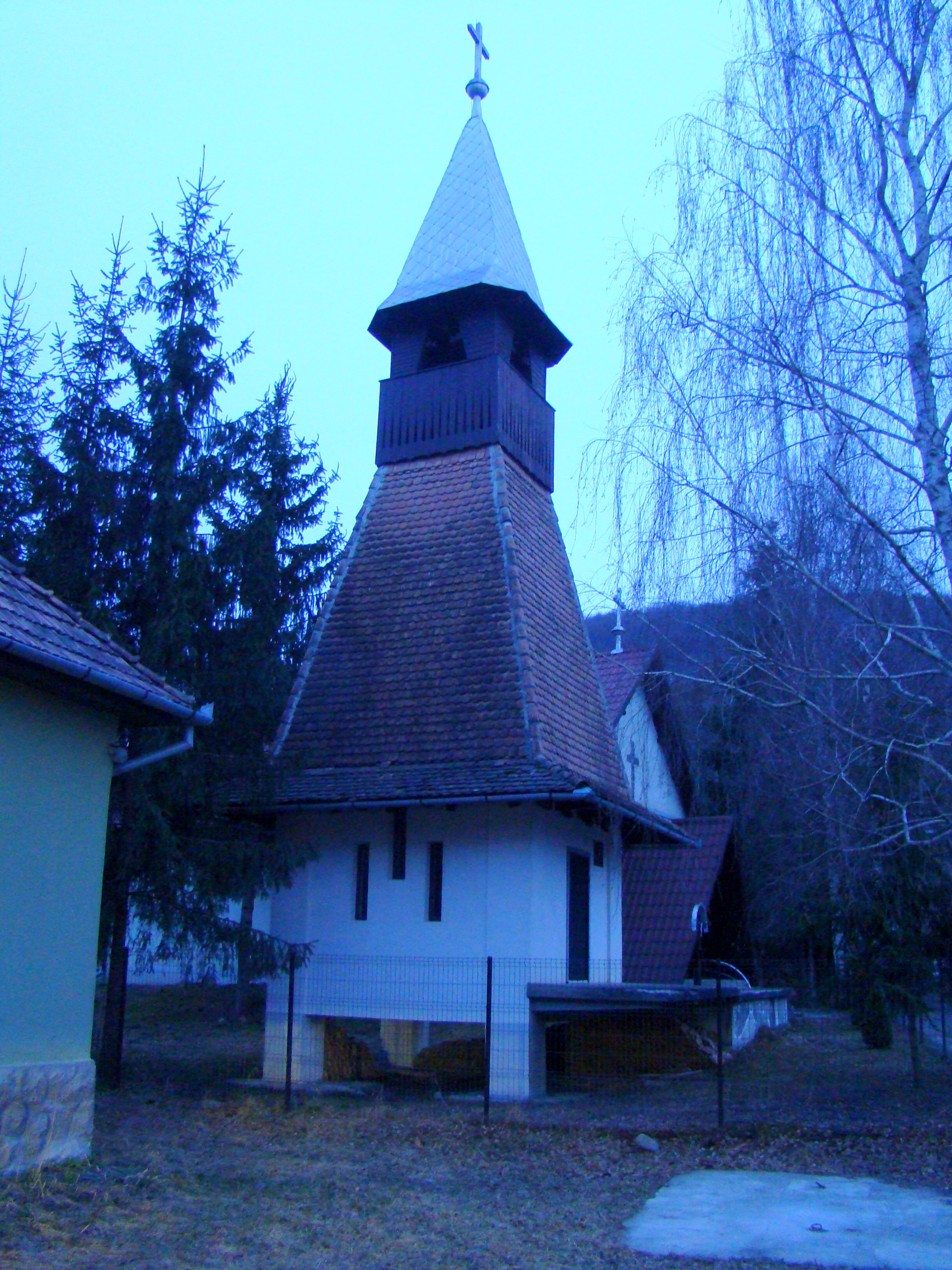
Clopotnița